# جان گیمسون
جان گیمسون (انگلیسی: John Gimson؛ زادهٔ ۱۱ مارس ۱۹۸۳) قایقران قایق بادبانی زن اهل بریتانیا است.